# Carl Cox
Pour les articles homonymes, voir Cox.
Carl Cox (né le 29 juillet 1962 à Oldham, Grand Manchester) est un disc jockey et producteur britannique de musique électronique. Tirant ses inspiration du disco, de la soul et du hip-hop, il s'oriente en tant qu'artiste dans la musique house et la techno rave au début des années 1980. Au fil de sa carrière, il joue dans de nombreux clubs et anime l'émission Essential Mix de la BBC Radio 1. Il est nommé en 1996 et 1997 « meilleur DJ du monde » par DJ Magazine, puis « meilleur DJ de ces 25 dernières années » par Mixmag,. Surtout connu pour ses performances en DJ mix, Carl Cox produit tout de même de nombreux morceaux et fonde ses propres labels Intec Records et 23rd Century Records. En 2008, le documentaire Carl Cox 24/7 suit l’artiste durant 12 mois consécutifs tout en retraçant sa carrière.

## Biographie
Carl Cox grandit en Angleterre. Ses parents sont originaires de la Barbade. Cox commence le DJing à l'âge de huit ans avec des albums soul de ses parents. Il achète ensuite ses propres albums, et obtient une platine tourne-disques à 15 ans. Il quitte ses études en ingénierie électronique six mois après avoir commencé, pour devenir un disc jockey à plein temps. Les influences musicales de Carl Cox varient entre le disco, le rare groove et le hip-hop à la fin des années 1970 et début des années 1980, mais trouve finalement sa voie dans la scène house britannique. Il lance sa carrière musicale au milieu des années 1980 en tant que disc jockey techno hardcore et rave.
Il doit sa notoriété au fait qu'il est le premier à avoir travaillé sur quatre voire cinq platines en même temps au lieu des deux conventionnelles. De plus en début de carrière, il scratche sur certains morceaux. En 1994, Cox effectue un mixset rave à la soirée The Raving Society du festival Mayday, qui sera diffusé par la chaîne télévision allemande VIVA par satellite et qui fera de lui une star dans le monde[réf. nécessaire]. En 1995, Cox fait paraître le mix F.A.C.T.1, mélangeant différents styles musicaux (techno, trance, D3). En 1996, Carl Cox fait paraître son premier album studio, At the End of the Cliche, suivi le 15 juin 1999 d'un second intitulé Phuture 2000 au label Moonshine Music.
Au fil de sa carrière, il joue dans des célèbres clubs tels que Shelly's, Sterns Nightclub, Heaven, Angels, Fuse et The Haçienda, de festivals comme l'Electric Daisy Carnival, Tomorrowland ou l'Ultra Music Festival, et est maintenant à la tête de deux labels discographiques Intec Records et 23rd Century Records. Il possède également une résidence au célèbre club d'Ibiza, le Space, qu'il abandonne après quinze ans de présence, en 2016, à la suite du départ du propriétaire historique, Pepe Rosello : la dernière session de son set « Music is Revolution » se déroule tout l'été jusqu'au 20 septembre 2016 ou Carl Cox termine en mixant toute la nuit,. Dans le documentaire de 45 minutes, Space Is The Place, sorti le 30 novembre 2016, le DJ rend un dernier hommage à l’établissement et en dévoile les coulisses. 
Bien qu'il ait produit et remixé quelques hits, dont certains auront marqué le milieu de la techno à la fin des années 1990 et durant les années 2000, il est plus connu pour ses mix et ses shows radio que pour ses productions musicales.
Cox joue durant le passage au millénaire à Sydney en Australie, puis à Hawaï. Il anime plusieurs fois sur la chaine de radio Kiss FM, et l'émission Essential Mix sur BBC Radio 1 entre 1998 et 1999. Cox apparaissait souvent à Ibiza aux côtés de Kryoman (en),.
Le DJ lance la première édition de son propre festival house et techno en avril 2016, le PURE festival, en Australie. Cette année là, le festival a lieu les 23 et 24 avril à Sydney et à Melbourne et accueillera Joseph Capriati, le duo Format:B, DJ HMC et Eric Powell.
Carl Cox met fin à son émission Global Radio fin février 2017. Après 16 ans de diffusion et 700 épisodes ce rendez-vous de deux heures par semaine était l'un des plus suivi sur Mixcloud où Carl Cox trône en n°1 avec près de 200 000 abonnés. Produite par The Radio Department, qui travaille aussi avec John Digweed, Adam Beyer et Armin Van Buuren, l’émission est diffusée via un réseau d’une centaine de stations radio (bande FM et web) à travers le monde. Le 16 juillet 2018, Carl Cox joue au château de Chambord pour Cercle.
Carl Cox lance sa propre ligne de vêtement en 2018. Le DJ propose deux collections afin de refléter les différents aspects de sa personnalité : « Carl Cox Club Classics » et « Carl Cox Motor Sports ». La première reprend certaines paroles cultes de ses tracks et autres de ses maximes, telles que « Techno should scare the sh*t out of you » («  La techno devrait vous filer une putain de frayeur »). La seconde, quant à elle, évoque sa passion pour les engins motorisés, en particulier les deux-roues.
En 2019, Carl Cox remporte un DJ Award

## Discographie

### Albums studio
- 1996 : At the End of the Cliche (Worldwide Ultimatum Records)
- 1999 : Phuture 2000 (Worldwide Ultimatum Records)
- 2005 : Second Sign (Play It Again Sam)
- 2011 : All Roads Lead to the Dancefloor (Intec Digital)
- 2022 : Electronic Generations (BMG)

### Mixes
- 1991 : Mixmag Live! Vol. 1 - Carl Cox & Dave Seaman, (Mixmag)
- 1993 : The Fantazia's Big Bang (Fantazia)
- 1994 : Nonstopmix 1994, (Liquid Rec).
- 1994 : Fantazia III, (Fantazia)
- 1995 : F.A.C.T. (React)
- 1997 : F.A.C.T. 2 (Worldwide Ultimatum Records)
- 1998 : DJF 250 (Sony Music Entertainment)
- 1998 : Non Stop 98/01 (FFRR Records)
- 1998 : The Sound of Ultimate B.A.S.E. (Worldwide Ultimatum Records)
- 1999 : Non Stop 2000 (FFRR Records)
- 1999 : F.A.C.T. Australia (X-Over Recordings)
- 2000 : Mixed Live Crobar Nightclub, Chicago (Moonshine Music)
- 2002 : Global (Play It Again Sam)
- 2002 : Mixed Live 2nd Session Area 2, Détroit (Moonshine Music)
- 2003 : F.A.C.T. Australia II, (Warner Music Group)
- 2004 : Back to Mine, (DMC Publishing)
- 2004 : Pure Intec, (Intec Records)
- 2006 : Intec 50 EP, (Intec Records)
- 2007 : Global, (Play It Again Sam)
- 2007 : Carl Cox at Space King of Club (Intec Records)
- 2009 : The Revolution at Space (Intec Records)
- 2010 : Black Rock Desert (Global Underground)
- 2010 : The Revolution Continues at Space (Intec Records)
- 2011 : The Revolution A Decade Of Dance at Space (Intec Records)

### Singles
- 1991 : I Want You (Forever) (Perfecto Records)
- 1995 : Two Paintings And a Drum (Worldwide Ultimatum Records)
- 1996 : Sensual Sophis-ti-Cat (Worldwide Ultimatum Records)
- 1996 : Tribal Jedi (Worldwide Ultimatum Records)
- 1998 : Phuture 2000 (Ebel Records)
- 1998 : Phoebus Apollo
- 1999 : Dr. Funk (Ebel Records)
- 1999 : The Latin Theme (Worldwide Ultimatum Records)
- 2002 : Club Traxx Vol.1 (Trust The DJ)
- 2003 : Club Traxx Vol.2 (Trust The DJ)
- 2003 : Dirty Bass (23rd Century Records)
- 2003 : Space Calling (23rd Century Records)
- 2004 : Give Me Your Love (Carl Cox feat. Hannah Robinson) (23rd Century Rec./Play It Again Sam)
- 2006 : That's the Bass (Carl Cox and Norman Cook) (23rd Century Rec./Play It Again Sam)
- 2011 : Nexus (Copyright Control)
- 2012 : The Player (Beats and Dubs) (Blush Records)
- 2014 : Kommen Zusammen (Intec Digital)
- 2014 : See You Next Tuesday EP (Mood Records)
- 2014 : Time for House Music (Circus Recording)
- 2015 : Morroccan Chant Number 2 (Blush records)
- 2016 : Cappella Deconstructed (ZYX Music GmbH and Co.KG)
- 2016 : Intec 100 (Intec Digital)
- 2017 : Beat the Track (Blush Records)
- 2020 : PURE (El Rancho Mix) (23rd Century Records)

### Remixes
- 1991 : Art of Noise - Shades of Paranoimia (Carl Cox Remix), (China Records)
- 1992 : Eternal - Eternal (Carl Cox Remix), (Underground Level Recordings)
- 1992 : Robert Owens - Gotta Work (Carl's Renaissance Remix), (Freetown Inc.)
- 1992 : Patti Day - Hot Stuff (Carl Cox Remix), (Starway Records)
- 1992 : DJ Phantasy - Jepron (Carl Cox Remix), (Liquid Wax Recordings)
- 1992 : Sunscreem - Perfect Motion (Carl Cox's Rhythm's A Drug Remix), Sony)
- 1993 : Visa - Let Me See Ya Move (Carl Cox's Militant March Remix), (MMR Productions)
- 1993 : Smooth But Hazzardous - Made You Dance (Carl Cox Remix), (Sound Entity Records)
- 1994 : Laurent Garnier - Astral Dreams (Carl Cox's MMR Remix), (F Communications)
- 1994 : Trevor Rockcliffe pres. Glow - Break The Law (Carl's Reconstructed Remix), (MMR Productions)
- 1994 : Quench - Hope (Carl Cox Remix), (Infectious Records)
- 1994 : FKW - Jingo (Carl Cox Remix), (PWL)
- 1994 : O.T.T. - Raw (Carl Cox Remix), (Industrial Strength Records)
- 1994 : Aurora Borealis - Raz (Carl's MMR Remix), (F Communications)
- 1994 : English Muffin - The Blood of an English Muffin (Carl Cox Remix), (MMR Productions
- 1994 : Lunatic Asylum - The Meltdown (Carl Cox & John Selway's Circular Cycle Remix), (MMR Productions)
- 1995 : Jam and Spoon - Angel (Ladadi O-Heyo) (Carl Cox Remix), (Epic Records)
- 1995 : The Stone Roses - Begging You (Cox's Ultimatum Remix), (Geffen Records)
- 1995 : Yello - L'Hotel (Carl Cox's Hands On Yello Remix), (Urban)
- 1995 : Dr Fernando - Stomach Substance (Carl Cox Remix), (MMR Productions)
- 1995 : Infrequent Oscillation - Burning Phibes (Carl Cox Remix), (MMR Productions)
- 1995 : Technohead - Get Stoned (Carl Cox Remix), (Mokum Records)
- 1995 : AWeX- It's Our Future (Carl Cox's Ultimate Remix), (Plastic City UK)
- 1995 : Slab - Rampant Prankster (Carl Cox's Jumper Remix), (Hydrogen Dukebox)
- 1995 : Steve Mason and Tony Crooks - Shallow Grave (Carl Cox's After Hours Remix), (Rain Forest Records)
- 1995 : Josh Abrahams - March Time (Carl Cox Remix), (MMR Productions)
- 1996 : System 7 - Hangar 84 (Cox's W.W. Ultimatum Remix), (Butterfly Records)
- 1996 : Electroliners - Loose Caboose (Carl Cox Remix), (XL Recordings)
- 1996 : Barefoot Boys - Need No Man (Cox's Harder Remix), (Stealth Records)
- 1996 : The Advent - Mad Dog (Carl Cox Remix), (Internal)
- 1996 : JX - There's Nothing I Won't Do (Carl Cox's Full House Remix), (FFRR Records)
- 1996 : Consolidated - This Is Fascism (Carl Cox's Burning Gold Remix), (MC Projects)
- 1996 : Vernon - Vernon's Wonderland (Carl Cox's Full Remix), (Eye Q Records)
- 1996 : Poltergeist - Vicious Circles (Carl Cox's MMR Remix), (Manifesto)
- 1997 : DJ SS - DJs Anthem (Carl Cox Remix), (Formation Records)
- 1997 : Tenth Chapter - Prologue (Carl Cox & Paul van Dyk Remix), (Jackpot)
- 1999 : Needle Damage - That Zipper Track (Carl Cox Remix), (Worldwide Ultimatum Records)
- 1999 : Grooverider - Where's Jack The Ripper (Carl Cox's Techno Radio Edit), (Higher Ground Records)
- 2000 : Tony Moran Featuring Cindy Mizelle - Shine On (Carl Cox's Sweat Dub), (Contagious Records)
- 2001 : Slam - Positive Education (Carl Cox's Intec Remix), (VC Recordings)
- 2001 : Trevor Rockcliffe & Blake Baxter - Visions of You (Carl Cox Remix), (Intec Records)
- 2001 : Ramirez - Volcan De Passion (Carl Cox Remix), Terapia
- 2002 : Cormano - Mangamana vs. Revenge (Carl Cox's Turntable Remix) (4 Play Records, Inc.)
- 2003 : Tomaz vs Filterheadz - Sunshine (Carl Cox Remix), (Intec Records)
- 2003 : Bad Cabbage - You're Rude (Get Fucked) (Carl Cox's Not So Rude Remix), (Mutant Disc)
- 2004 : Eric Powell - Don't Deny It (Carl Cox Remix), (23rd Century Records)
- 2004 : Johan Cyber - Natural Funk (Carl Cox Remix), (23rd Century Records)
- 2004 : Cohen vs Deluxe - Just Kick! (Carl Cox Remix), (Intec Records)
- 2007 : Sander van Doorn - Riff (Carl Cox's Global Remix), (Doorn Records)
- 2010 : Moby - Walk With Me
- 2012 : The Player (The Beatport Remixes) (Universal)
- 2014 : Kommen Zusammen (Nicole Moudaber Remix)
- 2017 : See You Next Tuesday (Remixes) (Mood Records)

## Filmographie
- Human Traffic (2000) (participation)
- Frankie Wilde (2004) (participation)
- Carl Cox 24/7 (2008) (documentaire)